# 巴斯韦勒 (塞纳-马恩省)
巴斯韦勒（法語：Bassevelle，法語發音：[basvɛl] ⓘ）是法国塞纳-马恩省的一个市镇，属于莫城区。

## 地理
巴斯韦勒（48°55'29"N, 3°16'34"E）面积17.46 平方千米，位于法国法蘭西島大區塞纳-马恩省，该省份为法国北部内陆省份，北起瓦兹省，西接埃松省、马恩河谷省、塞纳-圣但尼省和瓦兹河谷省，南至卢瓦雷省，东南接约讷省，东临马恩省和奥布省，东北接埃纳省。
与巴斯韦勒接壤的市镇（或旧市镇、城区）包括：诺让拉托、帕旺、莫兰河畔奥利、萨布洛尼耶尔、马恩河畔沙尔利、布瓦特龙、比西耶尔、翁德维利耶。

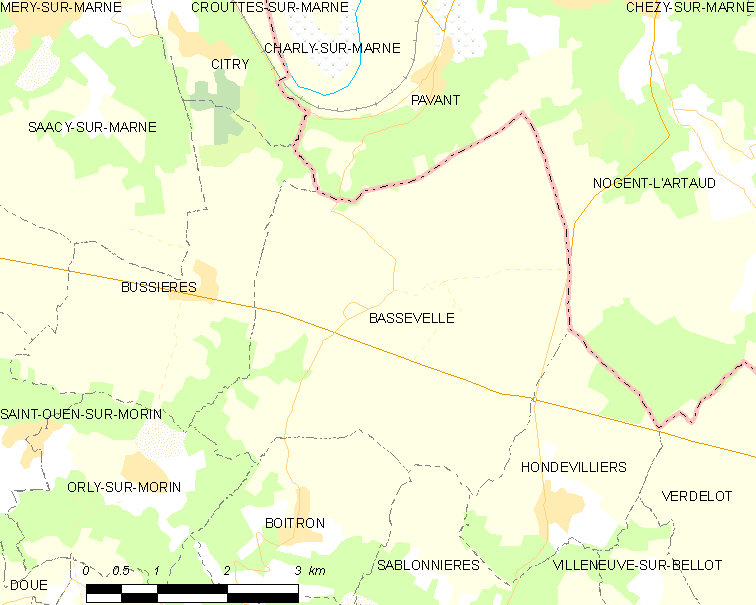
的OSM定位图

巴斯韦勒的时区为UTC+01:00、UTC+02:00（夏令时）。

## 行政
巴斯韦勒的邮政编码为77750，INSEE市镇编码为77024。

## 政治
巴斯韦勒所属的省级选区为拉费泰苏茹阿尔县。

## 人口

1962-2008年间人口变化图示

巴斯韦勒于2022年1月1日时的人口数量为385人。